# Derazjnja (vattendrag)
Derazjnja (ryska: Деражня) är ett vattendrag i Belarus.   Det ligger i voblasten Homels voblast, i den östra delen av landet, 250 km sydost om huvudstaden Minsk.
I omgivningarna runt Derazjnja växer i huvudsak blandskog. Runt Derazjnja är det ganska glesbefolkat, med 39 invånare per kvadratkilometer.